# Naturnær
Naturnær er et udtryk, som bruges i skovbrug til at adskille simpel, økologisk fremgangsmåde fra en dyrkningsform, som er planlagt og anlagt i overensstemmelse med kendte, naturmæssige lovmæssigheder. Ordet kan også bruges som beskrivelse af en pleje af grønne områder med sigte på naturmæssige mål. Disse mål kan f.eks. være bestemte vegetationstyper, successionstrin eller biotoper.
Springet fra økologisk til naturnær dyrkning kan beskrives ved forskellen mellem det at afholde sig fra at gøre noget (nemlig bruge giftmidler og kunstgødning) til grundlæggende at ændre holdning og adfærd overfor det, man har ansvaret for.
Vigtige elementer i en naturnær dyrkningsform er:
- afkald på ensartethed og mængde som styringsmål
- afkald på at erstatte kemiske virkemidler med energiforbrug
- accept af fejl som styringsredskaber
- satsning på naturlig homøostase
- accept af angreb fra planteædere og parasitter
- tænkning i helheder som vegetation, biotop og diversitet